# Final Resolution 2011
Final Resolution 2011 è stata la nona edizione del pay-per-view prodotto dalla federazione Total Nonstop Action Wrestling (TNA). L'evento si è svolto il 11 dicembre 2011 presso la Impact Wrestling Zone di Orlando in Florida.

## Risultati
| # | Match                                                                | Stipulazioni | Durata |
| - | -------------------------------------------------------------------- | --- | ------ |
| 1 | Rob Van Dam ha sconfitto Christopher Daniels                         | Single match | 10:01  |
| 2 | Robbie E (c) (con Robbie T) ha sconfitto Eric Young                  | Single match per il titolo TNA Television Championship | 07:34  |
| 3 | Crimson e Matt Morgan (c) hanno sconfitto D'Angelo Dinero e Devon    | Tag team match per i titoli TNA World Tag Team Championship | 09:40  |
| 4 | Austin Aries (c) ha sconfitto Kid Kash                               | Single match per il titolo TNA X Division Championship | 12:46  |
| 5 | Gail Kim (c) ha sconfitto Mickie James                               | Single match per il titolo TNA Women's Knockout Championship | 07:48  |
| 6 | James Storm ha sconfitto Kurt Angle                                  | Single match | 17:48  |
| 7 | Jeff Hardy (con Sting) ha sconfitto Jeff Jarrett (con Karen Jarrett) | Steel cage match Vincendo Jarrett, Hardy deve lasciare la TNA mentre se avesse vinto sarebbe diventato il Number One Contender al titolo TNA World Heavyweight Championship e sarebbe stato Jarrett a lasciare la TNA. | 10:20  |
| 8 | Bobby Roode (c) vs. A.J. Styles finisce 3-3                          | 30 minutes Iron Man match per il titolo TNA World Heavyweight Championship | 30:00  |
|   |                                                                      | (c) è riferito al campione in carica al momento dell'inizio del match. |        |

## Six-man elimination match
Il match a cui si riferisce questa tabella è l'ottavo della tabella soprastante.
| Bobby Roode | Schiena    | A.J. Styles | 10:02 | 1-0 |
| Bobby Roode | Sottomette | A.J. Styles | 15:22 | 2-0 |
| A.J. Styles | Sottomette | Bobby Roode | 17:34 | 2-1 |
| A.J. Styles | Schiena    | Bobby Roode | 20:07 | 2-2 |
| A.J. Styles | Schiena    | Bobby Roode | 22:58 | 2-3 |
| Bobby Roode | Schiena    | A.J. Styles | 25:00 | 3-3 |